# Anson Safford

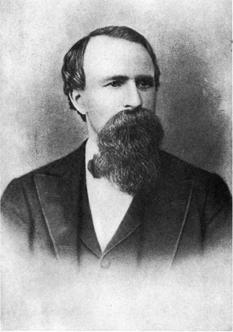
Anson Safford

Anson Pacely Killen Safford (* 14. Februar 1830 in Hyde Park, Lamoille County, Vermont; † 15. Dezember 1891 in Tarpon Springs, Florida) war ein US-amerikanischer Politiker und von 1869 bis 1877 Gouverneur des Arizona-Territoriums.

## Frühe Jahre
Im Alter von acht Jahren zog Safford mit seinen Eltern nach Crete in Illinois. Dort bewirtschaftete die Familie eine Farm. Anson Safford besuchte nur sporadisch die Schulen seiner Heimat. Das meiste Wissen hat er sich später selbst angeeignet. Seine Eltern starben in den Jahren 1848 bzw. 1849. Anson hat sich dann 1850 dem Goldrausch in Kalifornien angeschlossen. Dort sicherte er sich einen Claim, aus dem er zwischen 5 und 20 Dollar pro Tag herausholte.

## Politischer Aufstieg
Damals war er Mitglied der Demokratischen Partei, für die er sich 1854 erfolglos um einen Sitz im Repräsentantenhaus von Kalifornien bewarb. In den Jahren 1857 und 1859 wurde er aber dann doch in dieses Gremium gewählt. Nach seiner parlamentarischen Zeit zog er nach San Francisco. Während des Bürgerkriegs wechselte Safford zur Republikanischen Partei. Ab 1862 war er in Nevada ansässig. Dort übte er einige lokale politische Ämter aus. Im November 1863 war er Vorsitzender des regionalen Parteitags seiner Partei in Nevada. Nach einer anschließenden zweijährigen Bildungsreise nach Europa kehrte Safford nach Nevada zurück. Dort lehnte er eine Nominierung für das US-Repräsentantenhaus ab. Stattdessen wurde er 1867 von Präsident Andrew Johnson zum Leiter der Landvermessung in diesem Gebiet ernannt.

## Territorialgouverneur in Arizona
Im April 1869 wurde Safford auf Bitte einer Kongressdelegation und vieler prominenter Personen des Arizona-Territoriums von Präsident Ulysses S. Grant zum neuen Territorialgouverneur dieses Gebietes ernannt. Dieses Amt übte er zwischen dem 9. Juli 1869 und dem 5. April 1877 aus. In dieser Zeit wurde das Territorium noch von Indianern und marodierenden Verbrecherbanden heimgesucht. Die Straßen waren unsicher und mussten durch freiwillige Milizen gesichert werden. Schärfere Gesetze und der Bau eines Gefängnisses sollten die Verbrecher abschrecken. Trotzdem hatte auch sein Nachfolger John Philo Hoyt noch mit diesen Problemen zu kämpfen. Hinzu kamen eine Kontroverse zwischen dem Militär und der Zivilbevölkerung sowie ein Gegensatz zwischen der Bevölkerung im Norden und der im Süden des Territoriums.
Während Safford hinsichtlich der Gewaltbekämpfung keinen durchschlagenden Erfolg verbuchen konnte, schaffte er es in seinem Gebiet das Schulwesen zu organisieren. Mit Hilfe einer neuen Einkommensteuer wurden Schulen gebaut und Lehrer angeworben. Am Ende seiner Amtszeit im Jahr 1877 konnte Safford verkünden, dass von 2955 Kindern in seinem Territorium immerhin 1450 lesen und schreiben konnten. Das waren zwar nur 49 Prozent, aber verglichen mit der Zeit vor seiner Amtsübernahme war dies eine deutliche Steigerung.

## Weiterer Lebenslauf
Nach seiner Gouverneurszeit gründete Safford eine Bank mit Filialen in Tucson und Tombstone. Er wurde auch Präsident der Tombstone Gold and Siver Milling and Mining Company. Im Jahr 1880 war er Delegierter zur Republican National Convention, auf der James A. Garfield zum Präsidentschaftskandidaten nominiert wurde. Im weiteren Verlauf verkaufte er alle seine Geschäftsanteile im Westen für etwa 140.000 Dollar und zog nach Philadelphia, später nach New York City. 1882 half er in Florida beim Aufbau der Stadt Tarpon Springs. Im Jahr 1889 war er nochmals als Territorialgouverneur in Arizona im Gespräch. Er wurde aber schließlich nicht mehr in dieses Amt berufen. Anson Safford starb 1891 in Tarbon Springs. Er war dreimal verheiratet. Die Scheidung von seiner ersten Frau Jenny Tracy machte 1873 in Arizona Schlagzeilen.